# Jos Broekx
Joseph Broekx (conocido como Jos Broekx; Neerpelt, 14 de diciembre de 1951) es un deportista belga que compitió en piragüismo en la modalidad de aguas tranquilas. Ganó dos medallas en el Campeonato Mundial de Piragüismo, bronce en 1973 y plata en 1974.

## Palmarés internacional
| Campeonato Mundial | Campeonato Mundial        | Campeonato Mundial | Campeonato Mundial |
| Año                | Lugar                     | Medalla            | Competición        |
| ------------------ | ------------------------- | ------------------ | ------------------ |
| 1973               | Tampere (Finlandia)       | Medalla de bronce  | K2 10 000 m        |
| 1974               | Ciudad de México (México) | Medalla de plata   | K2 10 000 m        |